# Jenna Marbles
Jenna N. Mourey (Rochester, Nueva York, Estados Unidos, 15 de septiembre de 1986), más conocida como Jenna Marbles, es una personalidad de YouTube, vlogger, comediante y actriz estadounidense. A partir del 1 de mayo de 2015, su canal tiene más de 20 millones de subscriptores, convirtiéndole en el séptimo canal más seguido de YouTube y el segundo canal más alto llevado por una mujer.

## Primeros años y educación
Mourey nació y se crio en Rochester, Nueva York, donde  se graduó en Brighton High School en 2004. Luego se mudó a Boston, donde asistió a la Universidad de Suffolk. En Suffolk, obtuvo su Licenciatura en Psicología, y más tarde asistió a la Universidad de Boston para realizar un Máster en Psicología del Deporte y Asesoramiento.

## Carrera
Mourey inicialmente comenzó a trabajar para Barstool Sports, donde ella escribía sobre su sitio femenino equivalente, StoolLaLa.

### YouTube
Mourey publicó en 2010 un vídeo titulado "How To Trick Into Thinking You're Good Looking" que tuvo más de 5.3 millones de visitas en su primera semana. Su vídeo "How To Avoid To People You Don't Want To Talk To" fue presentado en artículos de The New York Times y ABC News en agosto de 2011, en donde ella declaró "estoy harta y cansada de que los chicos piensen que sólo voy a la discoteca, a un baile o a un bar porque me gusta tener sus genitales tocándome la espalda." El vídeo tiene aproximadamente 35 millones de visitas a partir de noviembre de 2015. Ella sube un vídeo a su canal de YouTube cada miércoles o jueves. Su alias "Jenna Marbles" viene de la queja de su madre de que "Mourey", su apellido legal, solamente muestra vídeos de Jenna en las búsquedas de Google. La madre de Jenna se quedó sin empleo cuando el primer vídeo de Jenna se hizo viral y estaba preocupada de que pudiese alejar a los potenciales empleadores. El nombre "Marbles" viene de su perro "Mr.Charles Franklin Marbles ". A partir de julio de 2016, el canal de YouTube de Jenna tiene más de 20 millones de subscriptores y más de 2 billones de visualizaciones de vídeos.
Marbles apareció como Eve en la segunda temporada de Epic Rap Battles of History, en el episodio 13 "Adam vs. Eve". Ella interpretaba a un plátano en el episodio de The Annoying Orange, Fake n' Bacon. Interpretó a Miley Cyrus en un segmento inspirado en Wrecking Ball de YouTube Rewind 2013. El 30 de enero, apareció en la cuarta temporada de Ridiculousness. 
Marbles apareció como ella misma en la película Smosh: The Movie.

### Otros proyectos
Marbles lanzó una línea de juguetes para perros llamado Kermie Worm & Mr. Marbles La apariciencia de los juguetes están basadas en sus perros reales. También ha creado productos variados con sus frases más memorables en ellos (como por ejemplo 'what are this').
Marbles también presenta la cuenta atrás pop semanal en SiriusXM Hits 1 llamado "YouTube 15".
Ella también copresentó un pódcast con su esposo Julien Solomita, Jenna and Julien Podcast.